# Bistum Campeche
Das Bistum Campeche (lat.: Dioecesis Campecorensis, span.: Diócesis de Campeche) ist eine in Mexiko gelegene römisch-katholische Diözese mit Sitz in Campeche.

## Geschichte
Das Bistum Campeche wurde am 24. März 1895 durch Papst Leo XIII. mit der Apostolischen Konstitution Praedecessorum nostrorum aus Gebietsabtretungen des Bistums Yucatán errichtet. Es wurde dem Erzbistum Yucatán als Suffraganbistum unterstellt.
Campeche gilt als Ausgangspunkt der Christianisierung des amerikanischen Festlands im 16. Jahrhundert. Am 22. März 1517 wurde dort der erste christliche Gottesdienst auf dem amerikanischen Kontinent gefeiert, woran heute eine Steinplatte vor der Kirche San Francisco erinnert.

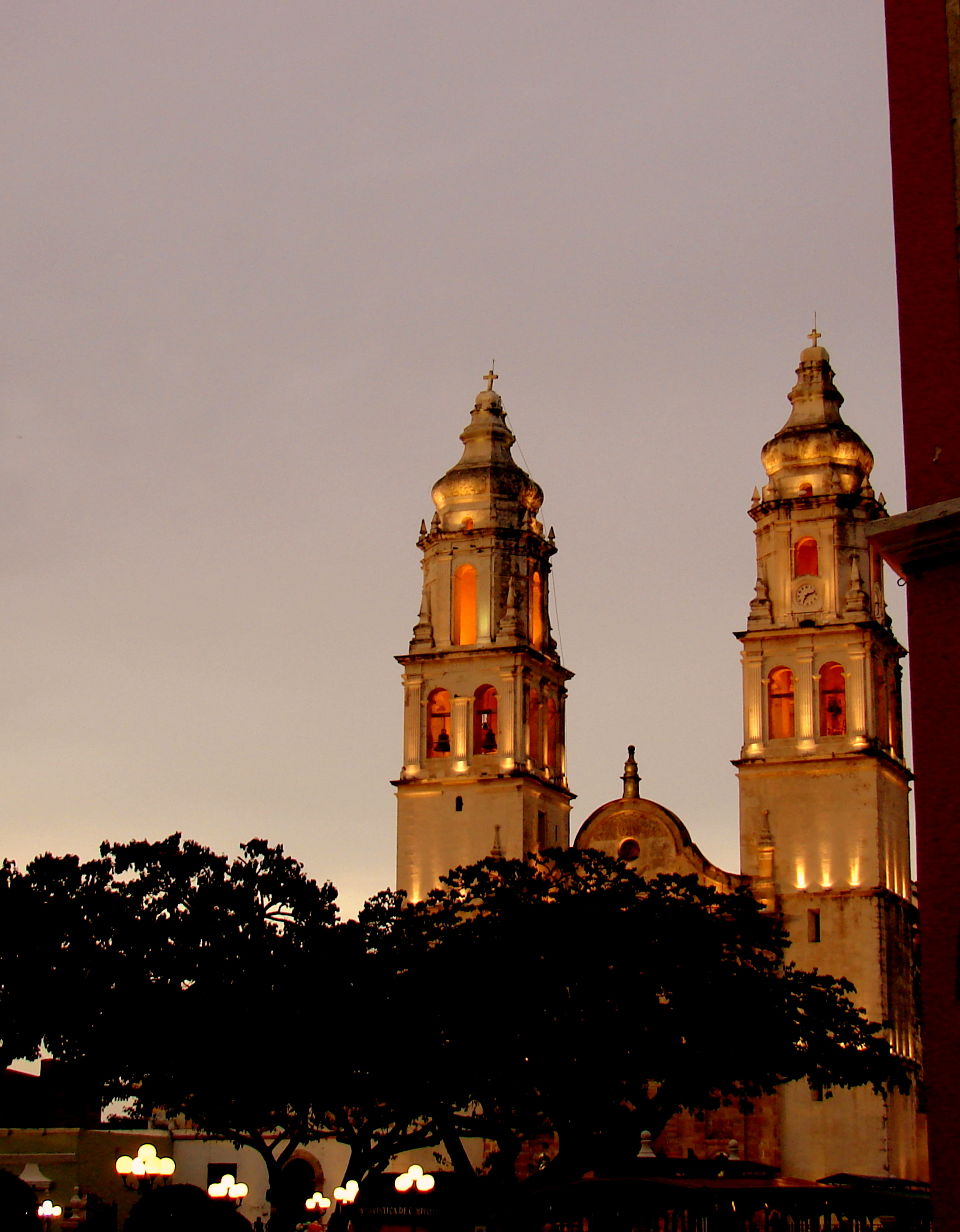
Kathedrale Nuestra Señora de la Purísima Concepción in Campeche

## Bischöfe von Campeche
- Francisco Plancarte y Navarrette, 1895–1898, dann Bischof von Cuernavaca
- Rómulo Betancourt y Torres, 1900–1901
- Francisco de Paula Mendoza y Herrera, 1904–1909, dann Erzbischof von Durango
- Jaime Anesagasti y Llamas, 1909–1910
- Vicente Castellanos y Núñez, 1912–1921, dann Bischof von Tulancingo
- Francisco María González y Arias, 1922–1931, dann Bischof von Cuernavaca
- Luis Guízar y Barragán, 1931–1938, dann Koadjutorbischof von Saltillo
- Alberto Mendoza y Bedolla, 1939–1967
- José de Jesús García Ayala, 1967–1982
- Héctor González Martínez, 1982–1988, dann Koadjutorerzbischof von Antequera
- Carlos Suárez Cázares, 1988–1994, dann Bischof von Zamora
- José Luis Amezcua Melgoza, 1995–2005, dann Bischof von Colima
- Ramón Castro Castro, 2006–2013
- José Francisco González González, 2013–2025, dann Erzbischof von Tuxtla Gutiérrez
- Sedisvakanz, seit 2025

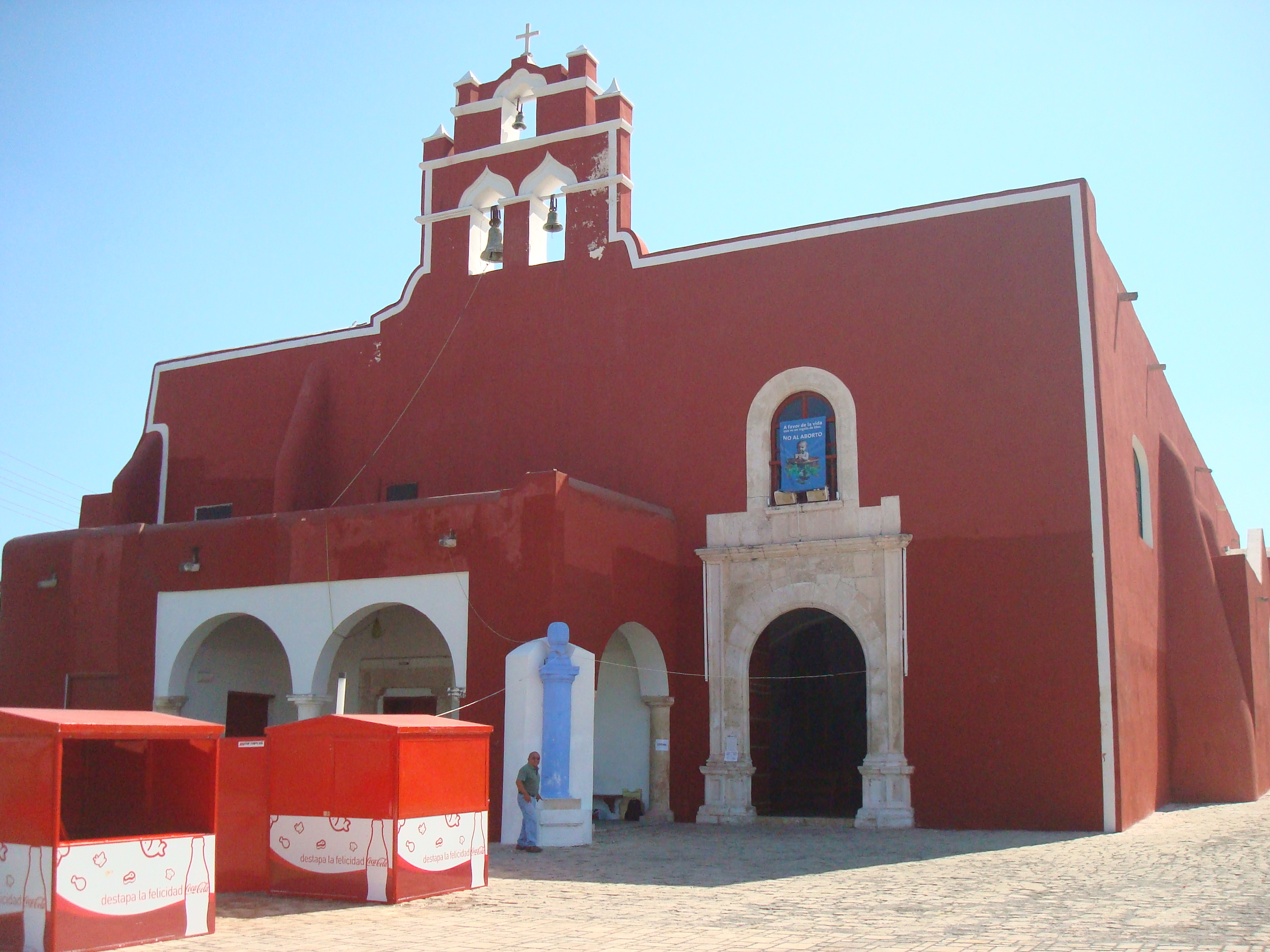
Katholische Kirche San Francisco in Campeche
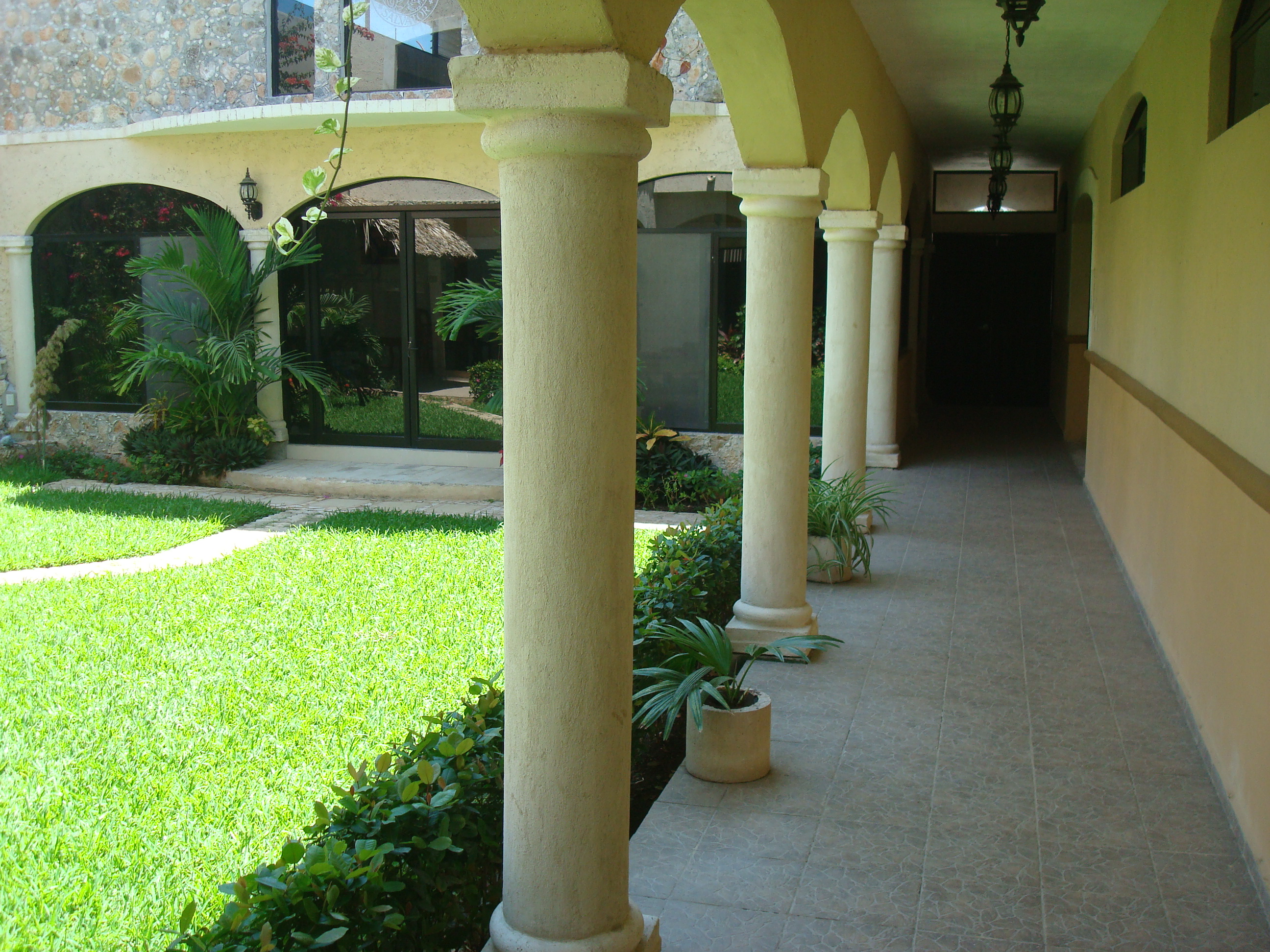
Innenhof im Kloster des Salvatorianerordens in Campeche
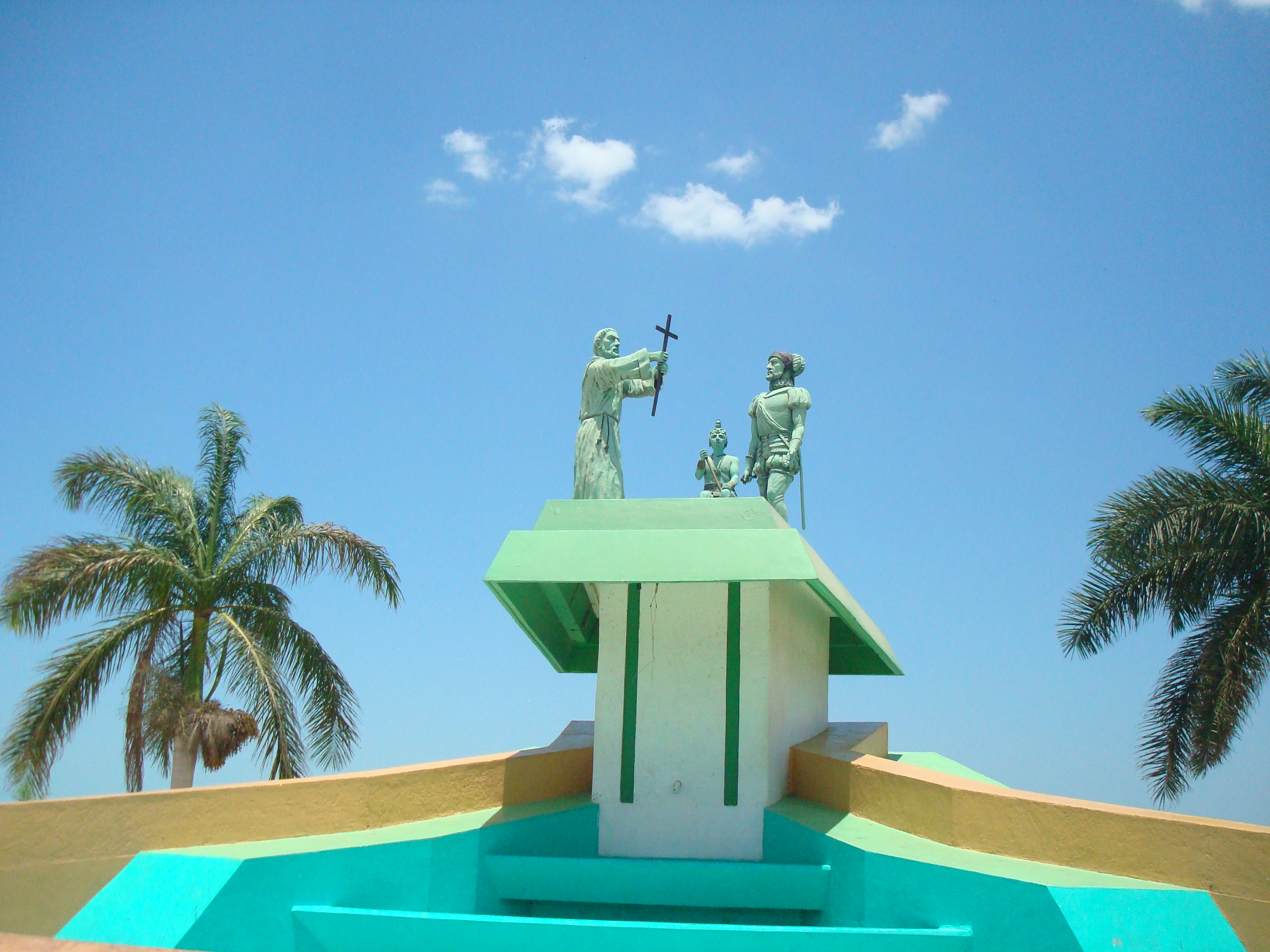
Monument am Strand von Campeche zur Erinnerung an den Beginn der Christianisierung Lateinamerikas